# Strathisla
Strathisla est une distillerie de whisky située dans la région du Speyside, au nord de l'Écosse.

## Histoire
Fondée en 1786 par George Taylor et Alexander Milne, la distillerie s'appelait alors Milltown Distillery.
La distillerie fut rachetée en 1828 par William Longmore après avoir été la propriété de McDonald, Ingram & Co.
En 1879, elle fut détruite par un incendie.
Entre 1870 et 1890, la distillerie porta provisoirement le nom de Strathisla, mais fut rebaptisé Milton.
C'est en 1949 qu'elle fut renommée Strathisla à la suite de son rachat par James Barclay, l'un des membres du groupe Chivas Brothers qui appartenait à l'époque à Seagram (propriété de Sam Bronfman).
Ce whisky entre d'ailleurs, pour la plus grande partie de la production, dans la composition du blend Chivas Regal et Royal Salute.
La distillerie appartient depuis 2001 au groupe Pernod-Ricard à la suite du rachat du groupe The Chivas and Glenlivet Group, appartenant à Seagram, par Pernod.
La spécificité de cette distillerie réside dans l'utilisation d'alambics de forme conique (« classic pot still ») et à compartiment sphérique (« boil ball ») de petite taille, aux cols de cygne large.

### Toponymie

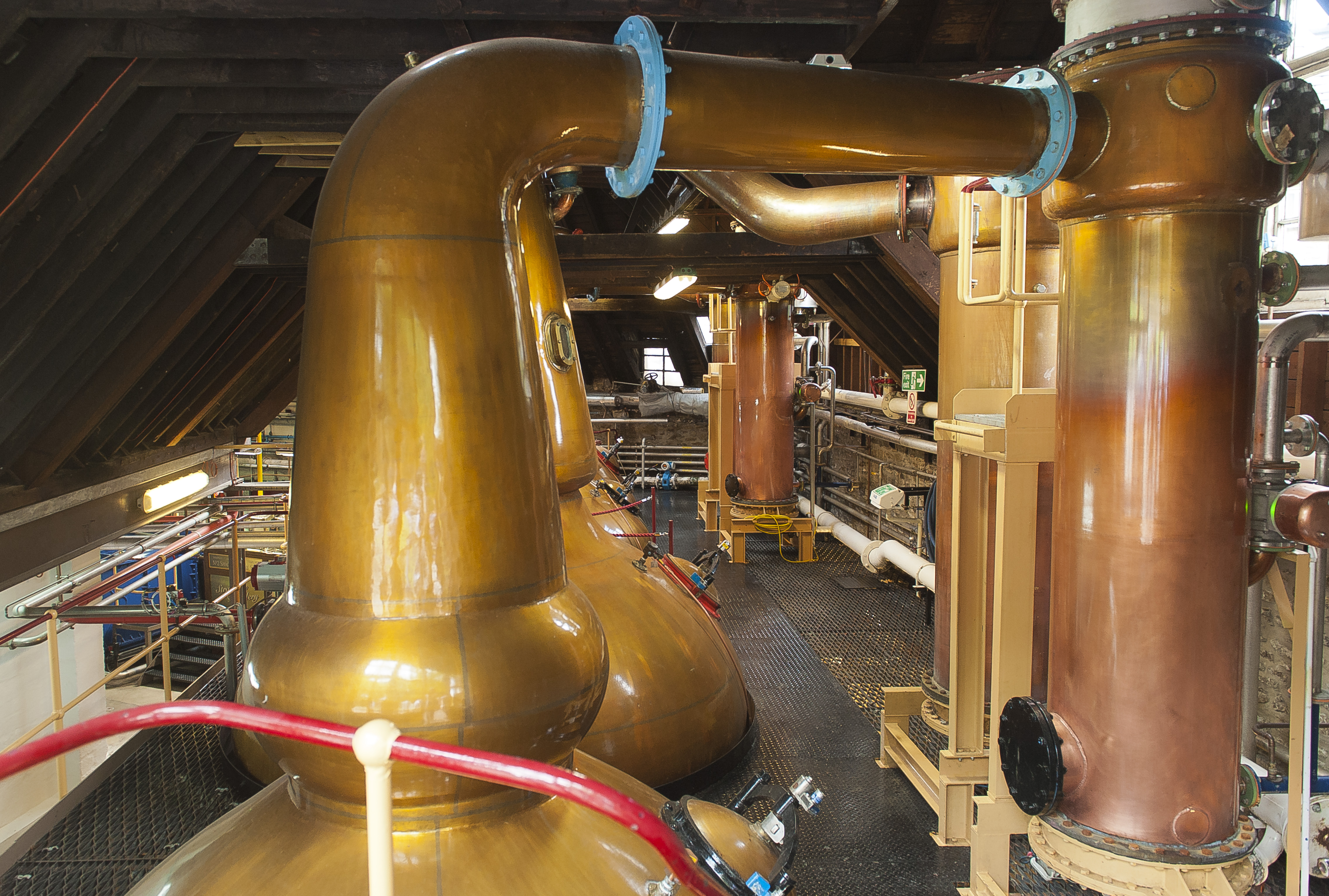
Stills

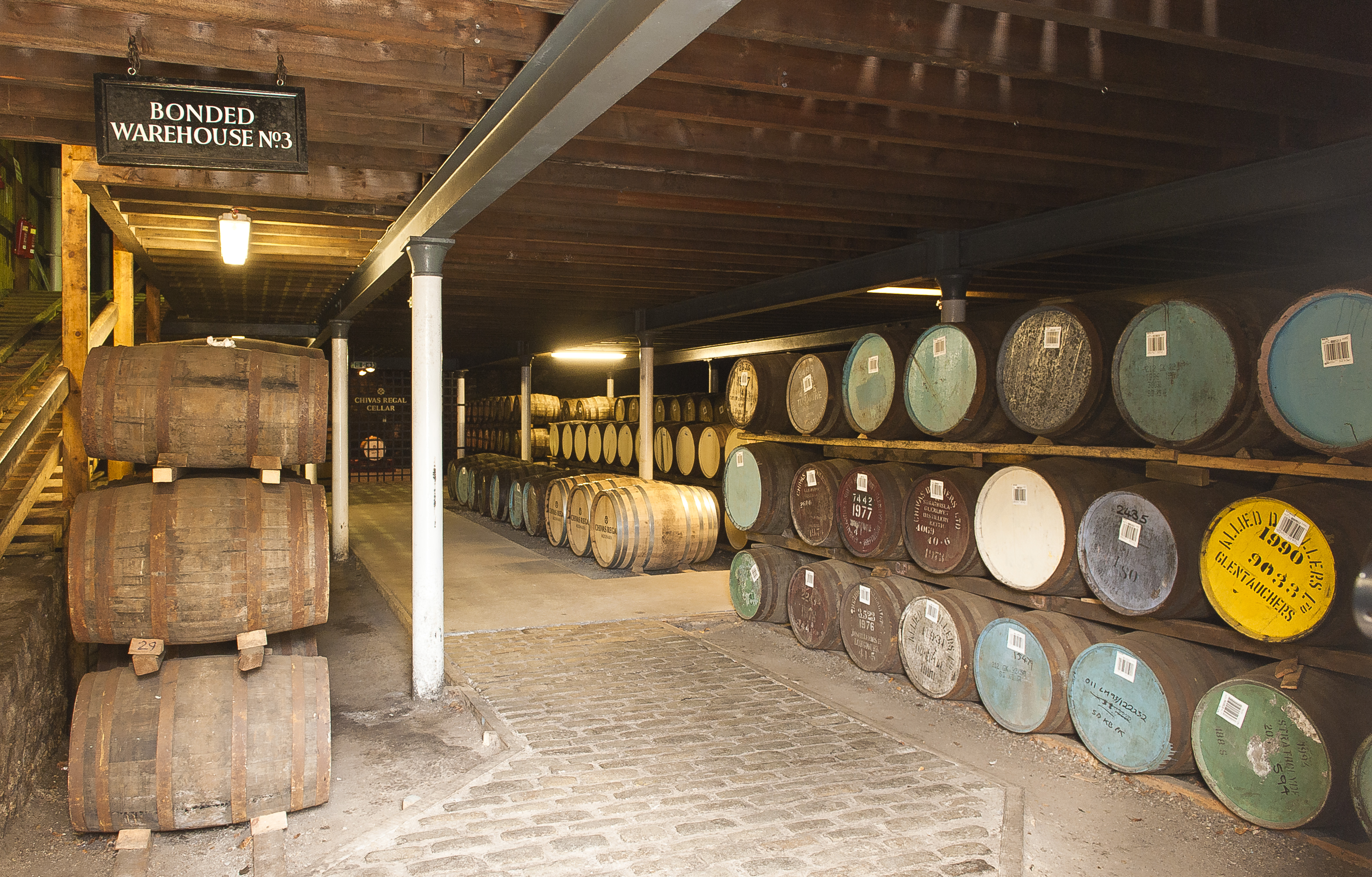
Dépôt de fûts

Strathisla (prononcer "strathEYEla") signifie "La vallée de l'Isla", "strath" désignant en gaélique écossais une vallée large et peu profonde.

## Dégustation
De couleur or à reflets ambrés, le nez léger est marqué par le boisé, le sherry et une pointe d'agrumes. La bouche sèche et corpulente se révèle également gourmande. La finale sur le fruit est de longueur moyenne, avec des notes de réglisse. Un single malt plutôt classique avec une bouche qui domine le nez.

## Embouteillages
Le single malt n'est diffusé que de façon confidentielle, l'essentiel de la production étant destiné aux blends Chivas Regal et Royal Salute. Une seule version officielle existe actuellement. La renommée de la distillerie provient de vieux ou très vieux millésimes distribués par des embouteilleurs indépendants.

### Embouteillage officiel
Strathisla 12 ans
Strathisla 16 ans Cask Strength Edition 55,3 %

### Embouteilleurs indépendants
C'est Gordon & Macphail qui a le plus mis en valeur Strathisla avec, notamment, ces versions :
- Strathisla 1963 40 % - Gordon & Macphail
- Strathisla 1960 40 % - Gordon & Macphail
- Strathisla 1967 40 % - Gordon & Macphail
- Strathisla 40 ans 40 % - Gordon & Macphail